# Файзуллаев, Абдулла тарак
Абдулла тарак Файзуллаев (узб. Абдулло тароқ Файзуллаев) (1869, Наманган — 17 мая 1944, Ташкент) — артист Ошского Государственного академического узбекского музыкально-драматического театра имени Бобура, Народный артист Киргизской ССР (1940), Народный артист Узбекской ССР (1943), внёс большой вклад в развитие культуры и искусства Узбекистана и Кыргызстана.

## Биография
Абдулла Тарак Файзуллаев певец, композитор, артист Ошского узбекского драматического театра.
Родился в 1869 году в городе Наманган Узбекистана.
В 1914-1926 годах работал в организованном в городе Наманган самодеятельном кружке «Шарк труппаси» (Восточная труппа), в 1926-1941 годы в Ошском театре имени С. М. Кирова, 1941-1944 годы в Янгиюльском театре музыкальной драмы и комедии Ташкентской области. А. Файзуллаев пел с большим мастерством классические и современные песни. Песни в его исполнении пользовались большим успехом у зрителей. Песни «Курд», «Илгор», «Эшвой», «Гиря», «Садиржон ушшоги», «Бахт» и другие из его репертуара принесли ему известность и народное признание. В 1941 году его песни были записаны на грампластинку в Узбекском радио и хранятся в золотом фонде. Также Абдулла Тарак сыграл множество ролей в спектаклях. В 1939 году принимал участие в декаде кыргызского искусства и литературы в городе Москва. В 1939 году он был награждён первым в республике почётным званием заслуженный артист Кыргызстана, в 1940 году народный артист Киргизской ССР, в 1943 году народный певец Узбекской ССР. Он был награждён медалью «За доблестный труд».
17 мая 1944 года он умер в городе Ташкент.

## Песни и репертуар
- «Курд»
- «Илгор»
- «Эшвой»
- «Гиря»
- «Садиржон ушшоги»
- «Бахт»

## Награды
- Медаль «За трудовое отличие» (7 июня 1939) — за выдающиеся заслуги в деле развития киргизского театрального искусства[1]
- Народный артист Киргизской ССР (1940)
- Народный артист Узбекской ССР (1943)